# 三種の電気説
三種の電気説は、明治初期の「開化セクソロジー」において、多くの論者に共有された理論。男女の交合に際して、人身電気、舎密（化学）電気、摩擦電気の「三種の電気」が発生するというもの。明治時代にベストセラーになった性科学書『造化機論』で紹介された。

## 概要
この理論によると、「人身電気」は動物の体内には必ず生気するものであり、男女とも陰部に多くあり、性交の際には全身の電気が皆陰部に集まり快美を得させる。
「舎密電気」は婦人の陰部から蒸発する塩基性物と男子の陽物から蒸発する酸性物が性交の際反応し、無限の快楽を起こすもの。
「摩擦電気」は全身のいずれでも生起するが、「就中其最も多く包有する所は陽物の亀頭、陰門の挺孔是なり」（『衛生交合条例』1882年 (明治15年) 赤塚錦三郎著）。
これら三種の電気が働くとき、疲労は軽減し精神の快美感を生じるが、オナニーはこのうち「摩擦電気」しか発生せず、心身の疲労は甚だしいとされる。また、売春婦は一夜に何人もの客を相手にするため、相手と接するごとに電気を発すれば体が持たず、それゆえ三種のうち二種の電気（「人身」「舎密」）を発動しない習慣が確立されている。ゆえに売春婦との性交は、男性にとってオナニーと同様の害をもたらす、と考えられた。このような理論付けによって、夫婦間性交は、オナニー、同性での性交や売春婦との性交から差別化された。
この「三種の電気説」は、19世紀のアメリカ性医学に特有の説であり、20世紀を待たずにこのような言説は廃れていった。しかし明治初頭の日本では、この知識は舶来された文明開化の医学知識として受け取られた。特にオナニーの害を強調する言説は、それまでの日本ではあまり見られず、後のオナニー観に影響を与えた。